# Wetterstein
Le Wetterstein (littéralement Pierre de Météo) est un massif des Préalpes orientales septentrionales. Il s'élève entre l'Autriche (Land du Tyrol) et l'Allemagne (Bavière).
La Zugspitze est le point culminant du massif, ainsi que de l'Allemagne.

## Géographie

### Situation
Le massif est entouré par les Préalpes bavaroises au nord-est, les Karwendel à l'est, les Alpes de Stubai au sud, les Alpes de l'Ötztal au sud-ouest, les Alpes de Lechtal à l'ouest et les Alpes d'Ammergau au nord-ouest.
Il est bordé au sud par l'Inn et à l'ouest et au nord-ouest par le Loisach. Il est également traversé en direction de l'est par le Leutascher Ache.
Au sud de ce dernier, on distingue habituellement le chaînon de Mieming (Mieminger Kette) du reste du massif.

### Sommets principaux

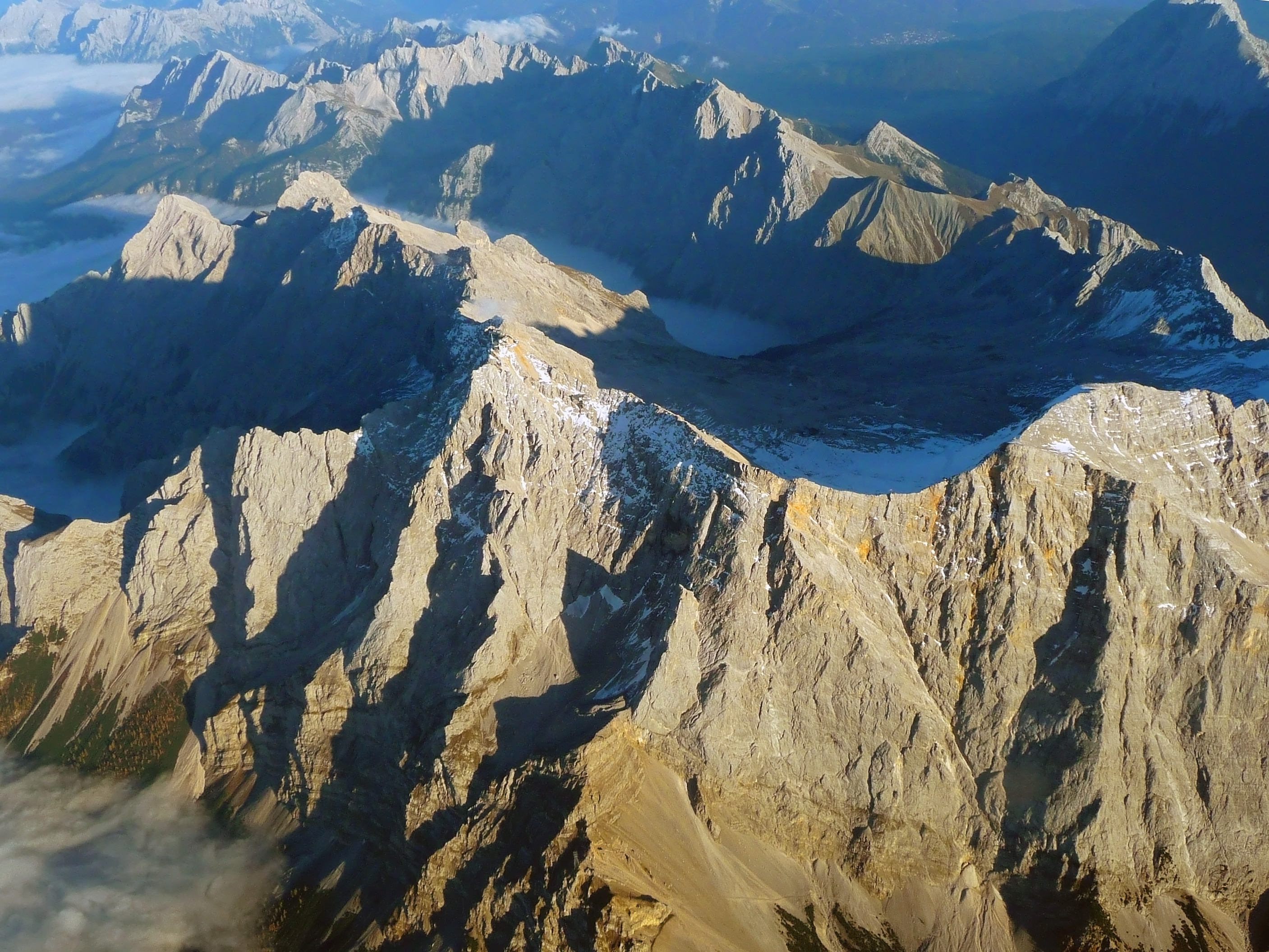
Zugspitze

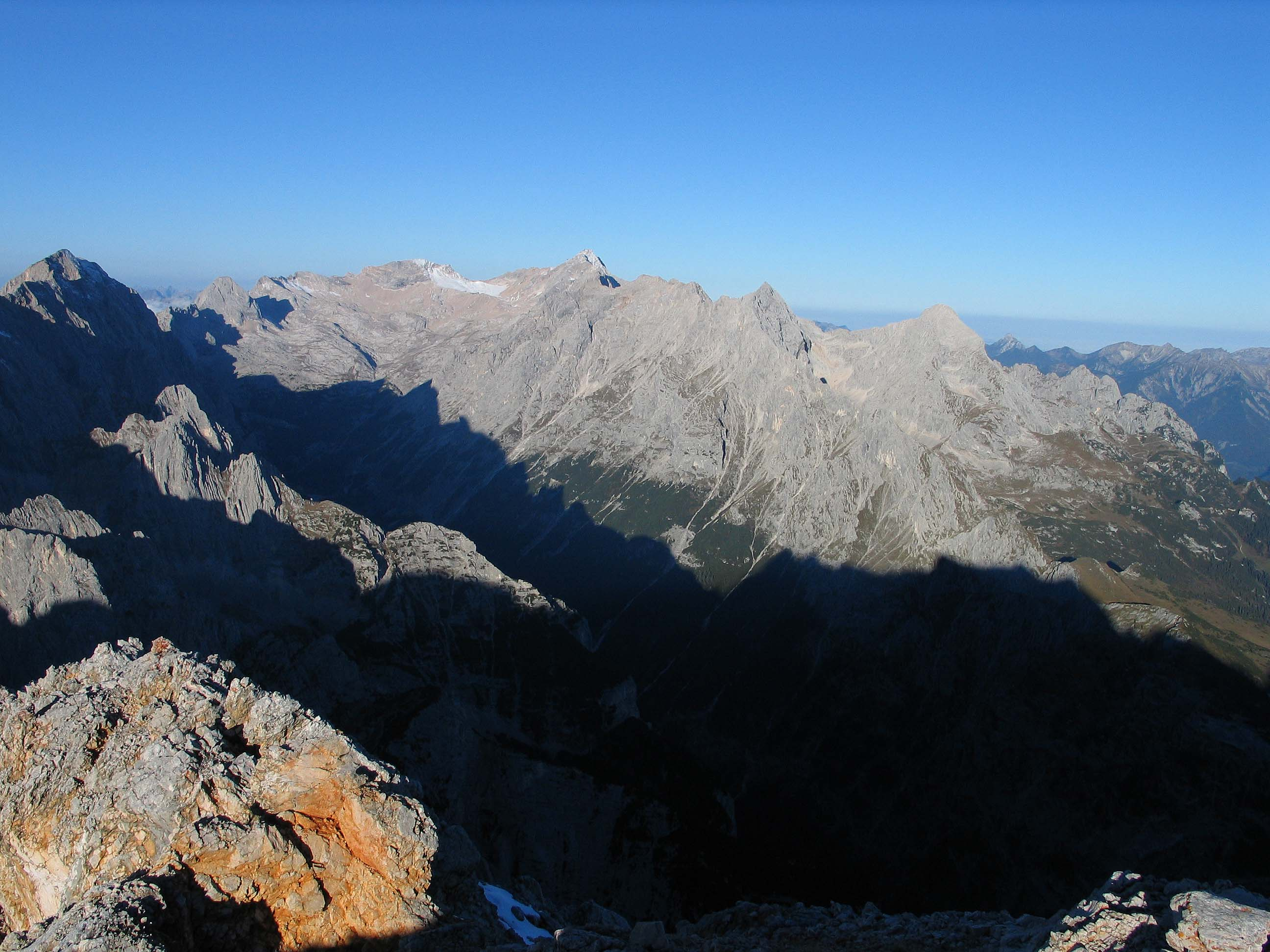
Vue sur la région du Zugspitze dans le Wetterstein

| Dans le Wetterstein stricto sensu : - Zugspitze, 2 962 m - Schneefernerkopf, 2 874 m - Zugspitzeck, 2 820 m - Wetterspitzen, 2 746 m - Hochwanner, 2 744 m - Höllentalspitze, 2 743 m - Hochblassen, 2 706 m - Wetterwandeck, 2 698 m - Dreitorspitze, 2 681 m - Hinterreintalschrofen, 2 669 m - Alpspitze, 2 628 m - Riffelwandspitzen, 2 626 m - Schüsselkarspitze, 2 538 m - Oberreintalschrofen, 2 523 m - Öfelekopf, 2 479 m - Musterstein, 2 478 m - Gehrenspitze, 2 367 m - Waxenstein, 2 277 m - Predigtstuhl, 2 234 m - Arnspitze, 2 196 m - Osterfelderkopf, 2 050 m - Stuiben, 1 921 m - Schachen, 1 866 m | Dans le chaînon de Mieming : - Hochplattig, 2 768 m - Griessspitze, 2 751 m - Hochwand, 2 721 m - Mitterspitze, 2 705 m - Grünstein, 2 666 m - Hohe Munde, 2 662 m - Wannig, 2 493 m - Vorderer Tajakopf, 2 450 m - Ehrwalder Sonnenspitze, 2 417 m - Hinterer Tajakopf, 2 408 m - Tschirgant, 2 370 m - Simmering, 2 096 m |

## Géologie
Le chaînon de Mieming se trouve dans un domaine géologique particulièrement intéressant. Entre le Sonnenspitze, le Wetterstein et le Daniel, trois types de roches coexistent qui étaient pourtant empilées les unes sur les autres jusqu'au soulèvement du massif. Ces montagnes se trouvent dans la fenêtre de la vallée de l'Inn. Presque toutes ces roches se sont formées autrefois au fond de la mer et se composent de calcaire et de son dérivé, la dolomie. À côté de celles-ci se trouvent du grès, des chailles et du tuf volcanique.
En comparaison de l'âge de la Terre (4,5 milliards d'années), les roches présentent dans ces montagnes sont relativement jeunes. Un premier groupe date de 250 à 130 millions d'années (Trias et Jurassique) tandis que le second date d'environ 10 000 ans (glaciation de Würm).

## Environnement

### Faune
L'escarpement du massif, et en particulier ses falaises, en font un refuge de choix pour de nombreuses espèces animales, comme le chamois, la marmotte, la vipère, l'aigle et la martre.

## Activités

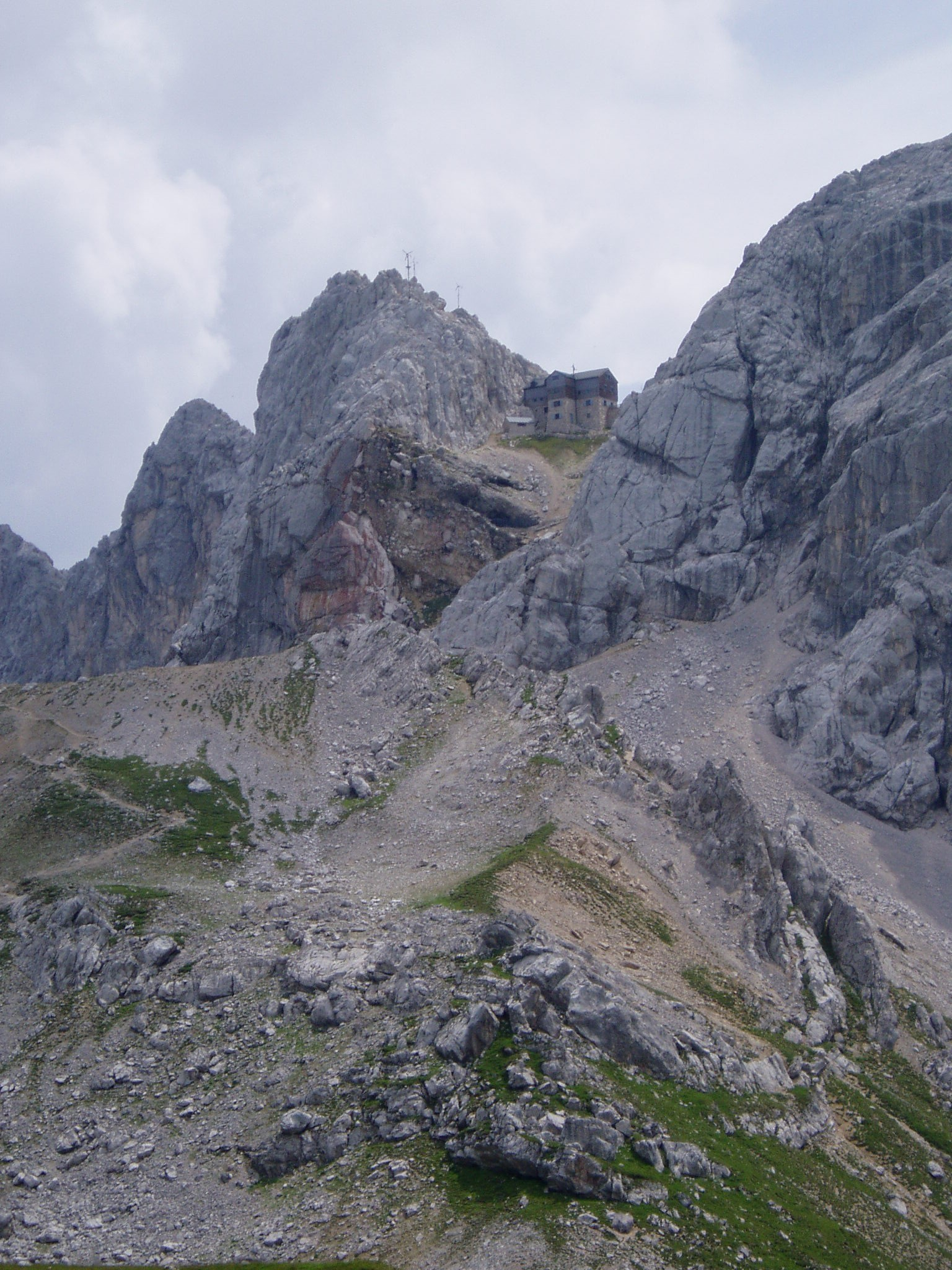
Le refuge Meiler.

### Stations de sports d'hiver
- Ehrwald
- Garmisch-Partenkirchen
- Grainau
- Leutasch
- Mittenwald
- Obsteig
- Reith bei Seefeld
- Seefeld in Tirol

### Randonnée
Le massif accueille quatre étapes (dont une entièrement dans le chaînon de Mieming) de l'itinéraire rouge de la Via Alpina. Par ailleurs il est pourvu de nombreux refuges qui jalonnent les différents sentiers. Il abrite notamment la Maison royale de Schachen construite par Louis II de Bavière.
Le massif est pourvu de nombreux lacs, comme le Seebensee, accessibles par des sentiers balisés.